# Église Saint-Martin de San-Martino-di-Lota
La église Saint-Martin de San-Martino-di-Lota est une église situé à Acqualto, village centre de la commune de San-Martino-di-Lota en Corse.
C'est un complexe architectural qui regroupe composé de l’église paroissiale, le clocher, la chapelle de la confrérie Sainte-Croix (Santa Croce en corse), la sacristie et l’ancien presbytère.

## Histoire
Acqualto (L'Acqualtu) est le village-centre de l'intérieur édifié au début du XVIIe siècle à l'emplacement d'un fortin et d'une chapelle du XIIIe siècle. 
La place de l'église est un immense ossuaire, que l'on nomme parfois U Sacraziu. Ceci provient du fait qu'à l'époque, lorsque l'arca (fosse commune placée dans l'église) était pleine, les ossements étaient retirés pour être enterrés sous la place. Depuis 1812, les dépouilles sont inhumées au cimetière de Campu Santa Lucia.
Le complexe architectural est inscrit au titre des monuments historiques le 19 février 2020,.

## Description

### L'église Saint-Martin
Elle date du début du XVIIe siècle.
Elle renferme quatre œuvres remarquables, classées Monuments historiques :
- tableau et cadre Jésus sur la croix avec saint Antoine et sainte Marie-Madeleine, daté de 1664[3] ;
- tableau et cadre L'Assomption de la Vierge avec saint François, saint Jacques, saint Jean-Baptiste et saint Joseph, daté de 1659[4] ;
- statue : Vierge à l'Enfant, du XVIIe siècle[5] ;
- tabernacle, daté de 1756[6].

### La chapelle de la confrérie Sainte-Croix
L'édifice religieux se situe à Acqualto, proche de l'église paroissiale de San-Martino. Elle date du XIVe siècle.
La chapelle renferme une œuvre classée Monument historique :
- tableau et cadre La Vierge à l'Enfant avec saint Jean-Baptiste et un saint évêque, du XVIIe siècle[7].

Des ouvrages annuellement réalisés par la confrérie religieuse Santa Croce du village, à l'occasion des manifestations de la Semaine sainte, y sont entreposés et exposés : les pullezzule. Il s'agit de confections en palmes tressés (bracci) fixés sur un support ligneux (carcassa). Les membres de la confrérie Santa Croce, héritiers et détenteurs du savoir-faire ancestral relatif à leur réalisation, en sont les auteurs.